# El Chaylo
El Chaylo es un caserío peruano ubicado en el distrito de Lancones, perteneciente a la provincia de Sullana del departamento de Piura, al norte del Perú. 

## Ubicación
El Chaylo se ubica al norte de la provincia de Sullana, en el distrito de Lancones, en el departamento de Piura.

## Demografía
En 2017 El Chaylo tenía una población de 164 habitantes.
| Gráfica de evolución demográfica de El Chaylo entre 1993 y 2017 |
|                                                                 |
| Fuentes: Población 1993 y 2017                                  |